# Ломіни
Ломіни (пол. Łominy) — село в Польщі, у гміні Уязд Томашовського повіту Лодзинського воєводства.
Населення — 99 осіб (2011).
У 1975-1998 роках село належало до Пйотрковського воєводства.

## Демографія
Демографічна структура станом на 31 березня 2011 року:
|          | Загалом | Допрацездатний вік | Працездатний вік | Постпрацездатний вік |
| -------- | ------- | ------------------ | ---------------- | -------------------- |
| Чоловіки | 50      | 9                  | 36               | 5                    |
| Жінки    | 49      | 9                  | 26               | 14                   |
| Разом    | 99      | 18                 | 62               | 19                   |